# Crocefieschi
Crocefieschi [króčefieski] je italská obec v provincii Genova v oblasti Ligurie.
V roce 2012 zde žilo 548 obyvatel.

## Sousední obce
Busalla, Savignone, Valbrevenna, Vobbia

## Vývoj počtu obyvatel
Zdroj: 